# Röda jättegrenen

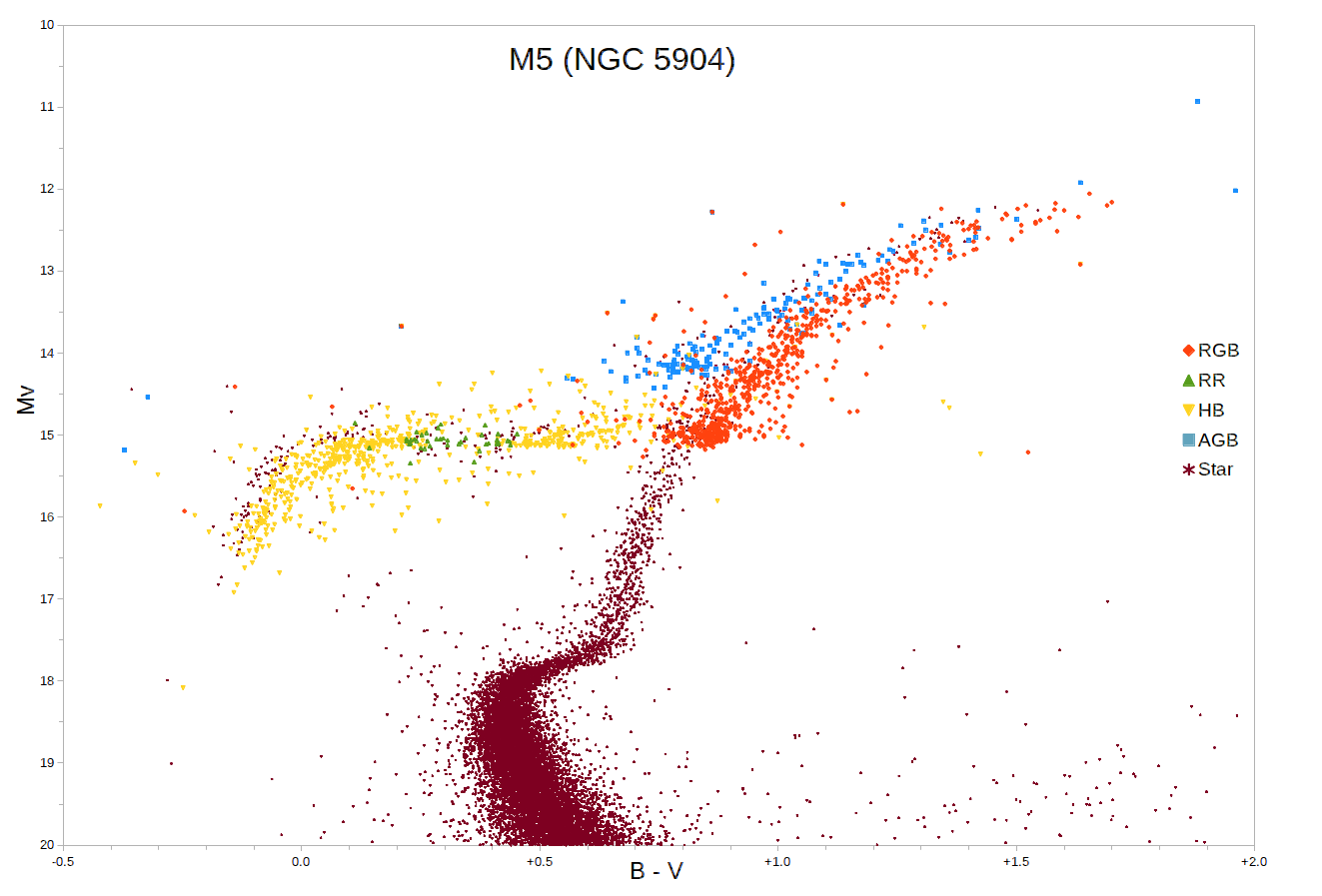
Hertzsprung–Russell diagram för klotformigt kluster M5. Den röda jättegrenen går från den tunna horisontella jättegrenen till den övre högra, med ett antal av de mer lysande RGB-stjärnorna markerade i rött.

Den röda jättegrenen (RGB), ibland kallad den första jättegrenen, är den del av jättegrenen innan heliumtändning sker under stjärnutvecklingen. Den är ett stadium som följer efter huvudserien för stjärnor med låg till medelstor massa. Stjärnor på röda jättegrenen har en inert heliumkärna omgiven av ett skal av väte som blandar via CNO-cykeln. De är stjärnor av K- och M-klass som är mycket större och mer ljusstarka än huvudseriestjärnor med samma temperatur.

## Identifiering

De ljusaste stjärnorna i klotformiga stjärnhopar som NGC 288 är röda jättar

Röda jättar identifierades i början av 1900-talet när användningen av Hertzsprung-Russell-diagrammet gjorde det klart att det fanns två distinkta typer av svala stjärnor med mycket olika storlek, dvärgar, nu formellt kända som huvudserien och jättar. 
Termen röd jättegren kom i bruk under 1940- och 1950-talen, även om den ursprungligen var precis som en allmän term för att referera till den röda jätteregionen i Hertzsprung-Russell-diagrammet. Även om grunden för en termonukleär huvudserielivslängd, följt av en termodynamisk sammandragningsfas till en vit dvärg förstods av 1940, var de interna detaljerna i de olika typerna av jättestjärnor inte kända.
År 1968 användes namnet asymtomatisk jättegren (AGB) för en gren av stjärnor som var något mer lysande än huvuddelen av röda jättar och mer instabila, ofta stora amplitudvariabla stjärnor såsom Mira. Observationer av en kluven jättegren hade gjorts flera år tidigare, men det var oklart hur de olika serier var besläktade. År 1970 var en klar uppfattning att stjärnor i röda jätte-regionen kommer från underjättar, RGB i sig själv, den horisontella grenen , och AGB, och det evolutionära tillståndet hos stjärnorna i dessa regioner var väl klarlagt. Den röda jättegrenen beskrevs 1967 som den första jättegrenen, att skilja sig från den andra  eller den asymptotiska jätteförgrenen och denna terminologi används fortfarande vanligtvis idag.
Modern stjärnfysik har modeller för de interna processer som genererar de olika faserna efter huvudserieskedet i utvecklingen av stjärnor med medelstor massa, med ständigt ökande komplexitet och precision. Resultaten av RGB-forskning används själva som grund för forskning inom andra områden.

## Utveckling

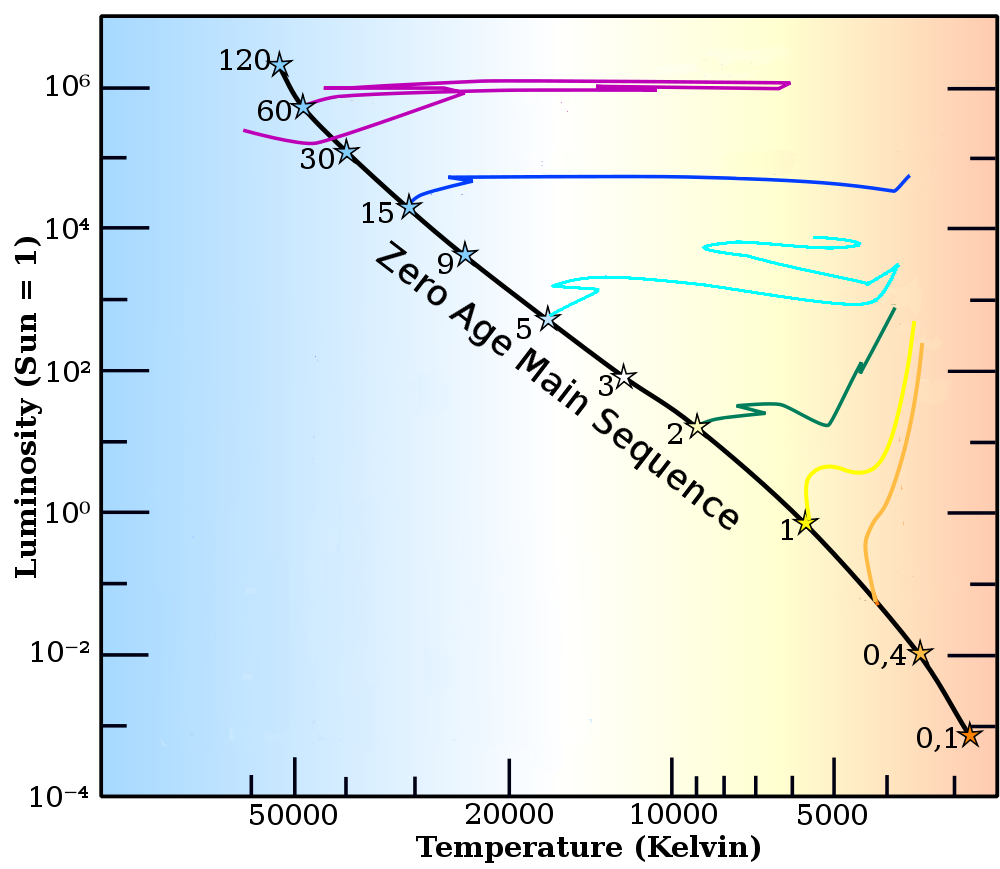
Evolutionära spår för stjärnor av olika massor:
·	0,6 M☉ visar RGB och stannar vid heliumblixten.
·	1-☉-spåret visar en kort men långvarig underjättegren och RGB till heliumblixten.M
·	2-☉-spåret visar underjättegrenen och RGB, med en knappt detekterbar blå slinga på AGB.M
·	5-☉ visar en lång men mycket kort underjättegren, en kort RGB och en utökad blå slinga.M

När en stjärna med en massa från ca 0,4 (solmassa) till 12 solmassor (8 för stjärnor med låg metallicitet) förbrukat kärnans förråd av väte går den in i en fas av vätefusion i ett skal under vilken den blir en röd jätte, större och svalare än på huvudserien. Under väteskalfusionen går stjärnans inre igenom flera distinkta steg som återspeglas i det yttre utseendet. De evolutionära stadierna varierar främst beroende på stjärnans massa, men också på dess metallicitet.

### Underjättestadiet
Efter att en stjärna i huvudserien har förbrukat dess väte i kärnan börjar den fusionera väte i ett tjockt skal runt en kärna som till stor del består av helium. Heliumkärnans massa ligger under Schönberg-Chandrasekhar-gränsen och är i termisk jämvikt, och stjärnan är en underjätte. Eventuell ytterligare energiproduktion från skalfusionen förbrukas till att blåsa upp skalet och stjärnan svalnar men ökar inte ljusstyrkan.
Skalvätefusion fortsätter i stjärnor med en massa av ungefär en solmassa tills heliumkärnan ökar i massa tillräckligt för att den blir degenererad. Kärnan krymper sedan, värms upp och utvecklar en stark temperaturgradient. Väteskalet, som fusionerar via den temperaturkänsliga CNO-cykeln, ökar kraftigt sin energiproduktionshastighet och stjärnorna anses då vara vid början av den röda jättegrenen. För en stjärna med samma massa som solen tar detta ca 2 miljarder år från det att vätet var uttömt i kärnan.
Underjättar med en massa av mer än ca 2 solmassor når Schönberg-Chandrasekhar-gränsen relativt snabbt innan kärnan degenereras. Kärnan stöder fortfarande sin egen vikt termodynamiskt med hjälp av energi från väteskalet, men är inte längre i termisk jämvikt. Den krymper och uppvärms vilket gör att väteskalet blir tunnare och stjärnans skal blåses upp. Denna kombination minskar ljusstyrkan när stjärnan svalnar mot RGB:s fot. Innan kärnan degenereras blir det yttre vätehöljet ogenomskinligt vilket gör att stjärnan slutar svalna, ökar fusionshastigheten i skalet och stjärnan har gått in i RGB. I dessa stjärnor inträffar underjättefasen inom några miljoner år, vilket orsakar en uppenbar lucka i Hertzsprung-Russell-diagrammet mellan huvudseriestjärnor av B-typ och RGB som ses i unga öppna stjärnhopar som Praesepe. Detta är Hertzsprung-gapet med endast glest förekommande underjättestjärnor som snabbt utvecklas mot röda jättar, i motsats till den korta täta delen av underjättegrenen med lågmassastjärnor, som ses i äldre stjärnhopar som Omega Centauri.

### Uppgång till röda jättegrenen

Solliknande stjärnor har en degenererad kärna på den röda jättegrenen och stiger upp till spetsen innan de startar kärnheliumfusion med en blixt.

Stjärnor som är mer massiva än solen har inte en degenererad kärna och lämnar den röda jättegrenen före spetsen när deras kärnhelium antänds utan blixt..

Stjärnor vid början av den röda jättegrenen har alla en liknande temperatur av ca 5 000 K, vilket motsvarar en tidig till medel spektraltyp K. Deras luminositet sträcker sig från några gånger solens luminositet för de minst massiva röda jättarna till flera tusen gånger som lysande för stjärnor runt 8 solmassor.
Eftersom deras väteskal fortsätter att producera mer helium ökar RGB-stjärnornas kärnor i massa och temperatur. Detta gör att väteskalet minskar snabbare. Stjärnor blir mer lysande, större och något svalare. De beskrivs som uppgående RGB.
På uppstigningen av RGB finns det ett antal interna händelser som producerar observerbara externa tillstånd. Det yttre konvektiva skalet blir djupare och djupare när stjärnan växer och energiproduktionen i skalet ökar. Så småningom når den tillräckligt djupt för att lämna fusionsprodukter till ytan från den tidigare konvektiva kärnan, känt som den första muddringen. Detta förändrar ytförekomsten av helium, kol, kväve och syre. En märkbar klustring av stjärnor vid en punkt på RGB kan upptäckas och kallas RGB-stöten. Den orsakas av en diskontinuitet i överskottet av väte efterlämnat av den djupa konvektionen. Skalenergiproduktionen minskar tillfälligt vid denna diskontinuitet, vilket effektivt stoppar uppstigningen av RGB och orsakar ett överskott av stjärnor vid den punkten.

### Spetsen på den röda jättegrenen
För stjärnor med en degenererad heliumkärna finns det en gräns för denna tillväxt i storlek och ljusstyrka, känd som spetsen på den röda jättegrenen, där kärnan når tillräcklig temperatur för att börja fusion. Alla stjärnor som når denna punkt har en identisk heliumkärnmassa på nästan 0,5 solmassa, och mycket liknande luminositet och temperatur. Dessa ljusstarka stjärnor har vanligen använts som avståndsindikatorer. Visuellt nås spetsen på den röda jättegrenen med ungefär absolut magnitud −3 och temperaturer runt 3 000 K vid solmetallicitet och närmare 4 000 K vid mycket låg metallicitet. Modeller predikterar en luminositet vid spetsen av 2 000-2 500 gånger solens beroende på metallicitet. I modern forskning används vanligen infraröd magnitud.

### Avgång från röda jättegrenen
En degenererad kärna börjar fusion explosivt i en händelse som kallas heliumblixten, men externt finns det få omedelbara tecken på denna. Energin förbrukas för att lyfta degeneringen i kärnan. Stjärnan blir överlag mindre lysande och varmare och rör sig till den horisontella grenen. Alla degenererade heliumkärnor har ungefär lika stor massa, oavsett den totala stjärnmassan, så luminositeten genom heliumfusionen på den horisontella grenen är densamma. Väteskalfusion kan orsaka att den totala stjärnluminositeten varierar, men för de flesta stjärnor med nära solens metallicitet är temperaturen och ljusstyrkan mycket lika i den svalare delen av den horisontella grenen. Dessa stjärnor bildar den röda klumpen på ca 5 000 K och 50 gånger solens luminositet. Mindre massiva väteskal gör att stjärnorna intar en varmare och mindre lysande position på den horisontella grenen, och denna effekt uppstår lättare vid låg metallicitet så att gamla metallfattiga kluster visar mest uttalat den horisontella grenen.
Stjärnor som ursprungligen var mer massiva än 2 solmassor har icke-degenererade heliumkärnor på den röda jättegrenen. Dessa stjärnor blir tillräckligt heta för att starta trippelalfafusion innan de når spetsen av den röda jättegrenen och innan kärnan blir degenererad. De lämnar sedan den röda jättegrenen och gör en blå loop innan de återvänder för att gå in i den asymptotiska jättegrenen (AGB). Stjärnor bara lite mer massiva än 2 solmassor gör en knappt märkbar blå slinga på några hundra gånger solens luminositet innan de fortsätter på AGB knappt möjliga att särskilja från sin position på röda jättegrenen. Mer massiva stjärnor utför utökade blå loopar som kan nå 10 000 K eller mer vid luminositet tusentals gånger solens. Dessa stjärnor kommer att korsa instabilitetsremsan mer än en gång och pulsera som typ I (klassiska) Cepheid-variabler.

### Egenskaper
Tabellen nedan visar den typiska livslängden på huvudserien (MS), underjättegrenen (SB) och röda jättegrenen (RGB), för stjärnor med olika initial massa, allt vid solmetallicitet (Z = 0,02). Vidare visas heliumkärnmassan, yteffektiv temperatur, radie och luminositet i början och slutet av RGB för varje stjärna. Slutet på den röda jättegrenen definieras som när kärnheliumtändning sker.
| Massa (solmassor) | MS (gigaår) | Slinga (megaår) | SB (megaår) | RGB (megaår) | RGBfot                | RGBfot   | RGBfot             | RGBfot                      | RGBslut               | RGBslut  | RGBslut           | RGBslut                     |
| Massa (solmassor) | MS (gigaår) | Slinga (megaår) | SB (megaår) | RGB (megaår) | Kärnmassa (solmassor) | Teff (K) | Radius (solradier) | Luminosity (solluminositet) | Kärnmassa (solmassor) | Teff (K) | Radie (solradier) | Luminosity (solluminositet) |
| ----------------- | ----------- | --------------- | ----------- | ------------ | --------------------- | -------- | ------------------ | --------------------------- | --------------------- | -------- | ----------------- | --------------------------- |
| 0.6               | 58.8        | N/A             | 5,100       | 2,500        | 0.10                  | 4,634    | 1.2                | 0.6                         | 0.48                  | 2,925    | 207               | 2,809                       |
| 1.0               | 9.3         | N/A             | 2,600       | 760          | 0.13                  | 5,034    | 2.0                | 2.2                         | 0.48                  | 3,140    | 179               | 2,802                       |
| 2.0               | 1.2         | 10              | 22          | 25           | 0.25                  | 5,220    | 5.4                | 19.6                        | 0.34                  | 4,417    | 23.5              | 188                         |
| 5.0               | 0.1         | 0.4             | 15          | 0.3          | 0.83                  | 4,737    | 43.8               | 866.0                       | 0.84                  | 4,034    | 115               | 3,118                       |

Mellanmassestjärnor förlorar bara en liten del av sin massa som huvudserie- och underjättestjärnor, men förlorar en betydande mängd massa som röda jättar.
Den massa som förloras av en stjärna som liknar solen påverkar stjärnans temperatur och ljusstyrka när den når den horisontella grenen, så egenskaperna hos röda klump-stjärnor kan användas för att bestämma masskillnaden före och efter heliumblixten. Massan som förlorats från röda jättar bestämmer också massan och egenskaperna hos de vita dvärgarna som bildas senare. Uppskattningar av den totala massförlusten för stjärnor som når toppen av den röda jättegrenen är ca 0,2–0,25 solmassor. Det mesta av detta går förlorat inom de sista miljonerna år innan heliumblixten.
Massan som förloras av mer massiva stjärnor som lämnar den röda jättegrenen innan heliumblixten är svårare att mäta direkt. Den aktuella massan av Cepheid-variabler som Delta Cephei kan mätas exakt eftersom de är antingen dubbelstjärnor eller pulserande stjärnor. Jämfört med evolutionära modeller verkar sådana stjärnor ha förlorat ca 20 procent av sin massa, mycket av det under den blå slingan och särskilt under pulseringar på instabilitetsremsan.

## Variabilitet
Vissa röda jättar är stora amplitudvariabler. Många av de tidigaste kända variabla stjärnorna är Mira-variabler med regelbundna perioder och amplitud av flera magnitud, halvreguljära variabler med mindre tydliga perioder eller flera perioder och något lägre amplituder och långsamma oregelbundna variabler utan tydlig period. Dessa har länge ansetts vara stjärnor på asymtomatiska jättegrenar (AGB) eller superjätteämnen och de röda jättegrenstjärnorna (RGB) i sig själv ansågs i allmänhet inte vara variabla. Några uppenbara undantag ansågs vara AGB-stjärnor med låg luminositet.
Studier i slutet av 1900-talet började visa att alla jättar av spektralklass M är variabla med amplitud på 10 millimagnituder eller mer, och att sena jättar av spektralklass K också sannolikt är varierande med mindre amplituder. Sådana variabla stjärnor finns bland de mer lysande röda jättarna, nära spetsen av RGB, men det var svårt att hävda att de alla faktiskt var AGB-stjärnor. Stjärnorna visade en period/amplitud-relation där större amplitudvariation kopplades till långsammare pulsering.
Mikrolenseringsundersökningar under 2000-talet har gett extremt exakt fotometri av tusentals stjärnor under många år. Detta har gjort det möjligt att upptäcka många nya variabla stjärnor, ofta med mycket liten amplitud. Flera period-luminositetsrelationer har upptäckts, grupperade i regioner med åsar med nära fördelade parallella relationer. Några av dessa motsvarar kända Mira och halvregelbundna, men en extra klass av variabel stjärna har definierats, OGLE Small Amplitude Red Giants eller OSARGs. OSARG har amplitud på några tusendels magnitud och halvregelbundna perioder på 10 - 100 dygn. OGLE-undersökningen publicerade upp till tre perioder för varje OSARG, vilket tyder på en komplex kombination av pulseringar. Många tusentals OSARGs upptäcktes snabbt i Magellanic Clouds, både AGB och RGB stjärnor. En katalog har senare publicerats över 192 643 OSARGs i riktningen mot  Vintergatans centrum. Även om området kring Magellanska molnet OSARgs visar långa sekundära perioder, är det mycket få av de galaktiska OSARGerna som gör det.
RGB OSARGer följer tre nära förbundna period-luminositetsrelationer, motsvarande den första, andra och tredje övertonen av radiella pulseringsmodeller för stjärnor av vissa massor och luminositeter, men att dipol- och fyrdubbel icke-radiella pulseringar också förekommer vilket leder till variationernas halvresoluta karaktär. Det grundläggande läget visas inte, och den underliggande orsaken till excitationen är inte känd. Stokastisk konvektion har föreslagits som en orsak, liknande solliknande svängningar.
Två ytterligare typer av variation har upptäckts i RGB-stjärnor, långa sekundära perioder, som är förknippade med andra variationer men kan visa större amplituder med perioder på hundratals eller tusentals dygn och ellipsoidala variationer. Orsaken till de långa sekundära perioderna är okänd, men det har föreslagits att de beror på interaktioner med följeslagare med låg massa i nära banor. De ellipsoidala variationerna tros också skapas i dubbelstjärnor, i detta fall kontakter där störande stjärnor orsakar strikt periodiska variationer när de kretsar kring varandra.